# Ignacio Diez de la Barrera y Bastida
Ignacio Diez de la Barrera y Bastida  (1645–1709) foi um prelado católico romano que serviu como Bispo de Durango (1701–1704).

## Biografia
Ignacio Diez de la Barrera y Bastida nasceu no México em 1645. No dia 16 de novembro de 1705, foi nomeado Bispo de Durango durante o papado de Clemente XI. A 30 de janeiro de 1707, foi consagrado bispo. Serviu como Bispo de Durango até à sua morte a 20 de setembro de 1709.